# Ahad Rafida
Ahad Rafida est une ville d’Arabie saoudite qui compte au recensement de 2010 une population de 55 211 habitants.